# Kruis (constructie)

Twee houten balken tot een kruis gevormd

Een kruis is een constructie waarbij twee latten, balken, planken, tengels, staven, strippen, kokers of buizen onder een hoek aan elkaar worden bevestigd dusdanig dat ze elkaar kruisen.
Het gevormde kruis kan gemaakt zijn van hout, staal, aluminium of een andere materiaal dat optimaal geschikt is voor de beoogde functie, zoals het verhogen van de stabiliteit van een gebouw.
Voor de verbinding van de kruisende onderdelen kan men bijvoorbeeld gebruikmaken van een gelaste verbinding, klinknagels, schroeven of bouten, een gelijmde verbinding of nog vele andere, ook weer afhankelijk van wat het meest geschikt is voor de betreffende toepassing.
Vaak spreekt men in dit geval over de kruisvormige verbinding, met de nadruk op de verbinding, hoe sterk die is, of hoe gemaakt, maar het kan ook zijn dat de verschijningsvorm van de constructie belangrijk is, bijvoorbeeld in een vakwerkconstructie. Daar waar balken in een vakwerkconstructie met elkaar zijn verbonden spreekt men van een knooppunt, maar dat is niet per definitie in het midden van een kruis zoals hier beschreven.
Een ander kruis is dat wat, in de oudheid, gebruikt werd voor kruisiging. In dat geval voldeed meestal een paal die verticaal in de grond stond en waaraan op een bepaalde hoogte horizontaal een andere stuk hout werd bevestigd, bijvoorbeeld met touw.